# Quanshang Shuiku
Quanshang Shuiku (kinesiska: 泉上水库) är en reservoar i Kina. Den ligger i provinsen Fujian, i den sydöstra delen av landet, omkring 230 kilometer väster om provinshuvudstaden Fuzhou. Quanshang Shuiku ligger 475 meter över havet. I omgivningarna runt Quanshang Shuiku växer i huvudsak blandskog.
Genomsnittlig årsnederbörd är 2 232 millimeter. Den regnigaste månaden är maj, med i genomsnitt 355 mm nederbörd, och den torraste är oktober, med 24 mm nederbörd.